# 西非鸚鯛
西非鸚鯛，為輻鰭魚綱鱸形目隆頭魚亞目鸚哥魚科的其中一種，分布於東大西洋區，從維德角群島、塞內加爾至安哥拉北部海域，棲息深度2-30公尺，體長可達31.4分，棲息在珊瑚礁、岩礁區，單獨或成對活動，以藻類為食。